# Список минералогических объектов на Марсе
Это список названий минералогических объектов на Марсе, включая метеориты, получивших имена собственные. Список систематизирован в хронологическом порядке отправки межпланетных экспедиций на Марс. Метеориты марсианского происхождения, найденные на Земле, в список не включены.
Названия объектам на Марсе присваиваются, в основном, неофициально, самими исследователями и используются ими для удобства обозначения изучаемых ими объектов. Международный астрономический союз, ссылаясь на планетную номенклатуру, рекомендовал не присваивать официальные названия объектам, размеры которых не превышают 100 м. Из-за этого менее габаритным образцам породы, изучаемым планетарными геологами по снимкам марсоходов, иногда давались повторные названия. Не обходилось и без конфликтов, когда некоторые названия не совпадали с официальными. Зачастую образцы назывались в честь детей, сотрудников или членов семей астронавтов НАСА. Название «Джэззи», например, было взято у девушки из штата Колорадо, чей отец работал в НАСА и вносил вклад в исследование и наименование образцов.
Карта, приведённая ниже, содержит места посадок всех исследовательских аппаратов, при участии которых обнаруживались те или иные образцы породы.

Места успешных посадок на Марс АМС и марсоходов

## 1976 — программа «Викинг»: спускаемые аппараты «Викинг-1» и «Викинг-2»
Спускаемый аппарат «Викинг-1»: Последняя связь с Землёй — 11 ноября 1982 года.
Спускаемый аппарат «Викинг-2»: Последняя связь с Землёй — 11 апреля 1980 года.
- Биг Джо
- Бонневиль
- Дельта
- Мидас Муффлер
- Мр. Баджер
- Мр. Моли
- Мр. Рэт
- Мр. Тод
- Патч

|                                                                                |                                                            |                                                               |                                                                | |
| Камень «Биг Джо» (левее центра), запечатлённый «Викингом-1» (11 февраля 1978). | Камни на Марсе, запечатлённые «Викингом-1» (21 июля 1976). | Камни на Марсе, запечатлённые «Викингом-2» (5 сентября 1976). | Камни на Марсе, запечатлённые «Викингом-2» (25 сентября 1977). | «Лицо на Марсе» — игра теней («Викинг-1», 25 июля 1976 года) (40°45′ с. ш. 9°28′ з. д. / 40,75° с. ш. 9,46° з. д.). |

## 1997 — марсоход «Соджорнер» (программаMars Pathfinder)
Марсоход «Соджорнер»: Последняя связь с Землёй — 27 сентября 1997 года.
- Антхилл
- Авто
- Бэби Оттер
- Бама
- Бамбам
- Барнакл-Билл
- Барсум
- Баскет
- Бибоб
- Блэкхавк
- Боско
- Бук Шелф
- Бубу
- Бойли
- Брак
- Брик
- Брокен Вэлл
- Баг
- Буллвинки
- Банки
- Каббэдж Патч
- Кальвин
- Кердиак Хилл
- Каспер
- Чимп
- Кламк
- Контр
- Кочь
- Крадл
- Дарт Вейдер
- Десерт Принсесс
- Дилберт
- Дилбертс Босс
- Догберт
- Драгон
- Дак
- Ендер
- Елвис
- Флет Топ
- Флиппер
- Флат Топ
- Фрог
- Фрогги
- Гарфилд
- Гарибалди
- Гаррак
- Джорди
- Джинджер
- Голдилокс
- Гусс
- Гослинг
- Грандма
- Гриззли
- Громмит
- Гамби
- Хелф Дом
- Хемстер
- Хассок
- Хардстоп
- Хеджхог
- Хиро
- Хиппо
- Хоббс
- Хомер
- Хоппи
- Игги
- Игуана
- Идниано Джонс
- Джеилхаус
- Дженвэй
- Джеззи
- Джеди
- Джими Крикет
- Киттен
- Лемб
- Лендон
- Литтл Флет Топ
- Лонгхорн
- Лукаут
- Лозендж
- Лампи
- Ланчбокс
- Мефальда
- Марвин зе Мартин
- Меттехорн
- Меса
- Мини
- Минт Джелеп
- Мои
- Мохавк
- Маус
- Мр. Мол
- Нибблис
- Нигель
- Обелиск
- Оттер
- Пенкейк
- Паз
- Пенгуин
- Пикник
- Пиглет
- Пинки
- Пиноккио
- Пипер
- Платипус
- Поки
- Пузбир
- Поптат
- Потейто
- Пампкин
- Пирамид
- Пирамид Пойнт
- Ретберт
- Рен
- Роки
- Роллинг Стон
- Ри Бред
- Сендворм
- Сардин
- Сассафрас
- Сиавулф
- Скуби-Ду
- Скот
- Шегги
- Шарк
- Симба
- Сазиф
- Смидген
- Снупи
- Снови
- Снукамс
- Суфле
- Сквош
- Сквизи
- Спейс Чост
- Спок
- Спад
- Стек
- Стимпи
- Стрип
- Стамп
- Сулу
- Т. Рекс
- Дайс
- Тик
- Тигра
- Титус
- Трупер
- Тролль
- Торрес
- Тартл
- Твик
- Велентайн
- Варзог
- Виджи
- Вуди
- Йоги
- Запход
- Зорак
- Зуччини

|                                                                            |                                                                     |                                                            |
| Камень «Бернесл Билл» на Марсе — около левого борта марсохода «Соджорнер». | Камень «Йоги» (в кружке) на Марсе — рядом с марсоходом «Соджорнер». | Камень «Йоги» на Марсе — изучается марсоходом «Соджорнер». |

## 2004 — марсоход «Спирит» (MER-A)
Марсоход «Спирит»: Последняя связь с Землёй — 22 марта 2010 года.
- Абоа
- Адирондак
- Аллан Хиллс
- Арктовски
- Белгранд
- Бред-Баскет
- Каси Стэйшн
- Кастиллиа
- Чанченг
- Чивинни
- Кловис
- Коба
- Кобра Худс
- Конкордиа
- Дэйвис
- Дружная
- Эбенезер
- Эль Дорадо
- Есперанзо
- Фагет
- Феррас
- Гарручага
- Гюслега
- Халлей
- Домашнее плато
- Хамфри
- Джуан Карлос
- Джубани
- Кинг Джёрдж Айлендс
- Конен
- Королёв
- Маккуори
- Меджик Карпет
- Марамбио
- Мазатзал
- Мельхиор
- Мими
- Молодёжная
- Монталва
- Обез
- О Хиггинс
- Оркадас
- Горшок с золотом
- Прат
- Примеро
- Рикельме
- Сан Мартин
- Сашими
- Скотт Бэйс
- Сечжон
- Сигни
- Собрел
- Стон Коунсил
- Суши
- Тетль
- Тор
- Тирон
- Вернадский
- Восток
- Васа
- Уайт Боат
- Вишстон
- Зонг Шен

|                                                                 |                                                            |                                                                        |
| Камень «Адирондак» на Марсе, запечатлённый марсоходом «Спирит». | Камень «Мими» на Марсе, запечатлённый марсоходом «Спирит». | Камень «Горшок с золотом» на Марсе, запечатлённый марсоходом «Спирит». |

## 2004 — марсоход «Оппортьюнити» (MER-B)
Марсоход «Оппортьюнити» — Последняя связь с Землёй — 8 января 2019
- Амбой
- Берри Бойл
- Балтра
- Блок Айленд
- Баунс
- Байлот
- Карусель
- Шапеко
- Шайенн
- Шоколадные холмы
- Кукис Н Скрим
- Диамонд Дженнесс
- Эрхарт
- Эль-Капитан
- Эдмунд
- Элсмир
- Эшер
- Флетрок
- Флорианополис
- Гуадалупе
- Хит Шилд Рок (железный метеорит)
- Хоумистейк (гипсовая жила)
- Игрежа
- Айскрим
- Жоасаба
- Жозеф МкРой
- Калаврита
- Кеттлстоун
- Кирквуд
- Ломинат
- Королёв
- Ласт Ченс
- Лайн Стон
- Макино Айленд (железный метеорит)
- Марквитт Айленд
- МкКриттик
- Плато Меридиана (железный метеорит)
- Ойлин Райдх (железный метеорит)
- Палемоп
- Пилбара
- Пуффин
- Пиррон
- Разорбак
- Санта Катарина
- Сарра
- Шарк Пеллетс
- Шаркс Туз
- Шелтер Айленд (железный метеорит)
- Шумейкер
- Слик
- Сноут
- Губка Боб квадратные штаны
- Стефферс
- Стоун-Маунтин
- Теннесси
- Обнажение
- Типуна
- Тубаран
- Видейра
- Вейв Риппл
- Беловодная река
- Вампи
- Ксенксер
- Юри

|                                                                                          |                                                                   |                                                                                     |                                                                                     |                                                                                         |
| Метеорит «Блок Айленд» на Марсе, запечатлённый марсоходом «Оппортьюнити» (31 июля 2009). | Камень «Баунс» на Марсе, запечатлённый марсоходом «Оппортьюнити». | Каменное обнажение «Эль-Капитан» на Марсе, запечатлённое марсоходом «Оппортьюнити». | Каменное обнажение «Эль-Капитан» на Марсе, запечатлённое марсоходом «Оппортьюнити». | Метеорит «Хет Шеилд» на Марсе, запечатлённый марсоходом «Оппортьюнити» (6 января 2005). |

|                                                                                                |                                                                                   |                                                                                               |                                                                                              |                                                                                              |
| Гипсовая жила «Хоумистейк» на Марсе, запечатлённая марсоходом «Оппортьюнити» (12 ноября 2012). | Каменное обнажение «Ласт Ченс» на Марсе, запечатлённое марсоходом «Оппортьюнити». | Метеорит «Макино Айленд» на Марсе, запечатлённый марсоходом «Оппортьюнити» (13 октября 2009). | Метеорит «Ойлин Райдх» на Марсе, запечатлённый марсоходом «Оппортьюнити» (24 сентября 2010). | Метеорит «Шелтер Айленд» на Марсе, запечатлённый марсоходом «Оппортьюнити» (3 октября 2009). |

|                                                                                              |
| Камень «Беловодная река» на Марсе, запечатлённый марсоходом «Оппортьюнити» (12 ноября 2012). |

## 2006 — орбитальный аппарат Mars Reconnaissance Orbiter (MRO)
Mars Reconnaissance Orbiter, MRO (он же Марсианский разведывательный спутник или МРС) — многофункциональная автоматическая межпланетная станция — исправно функционирует на орбите Марса с 2006 года. 

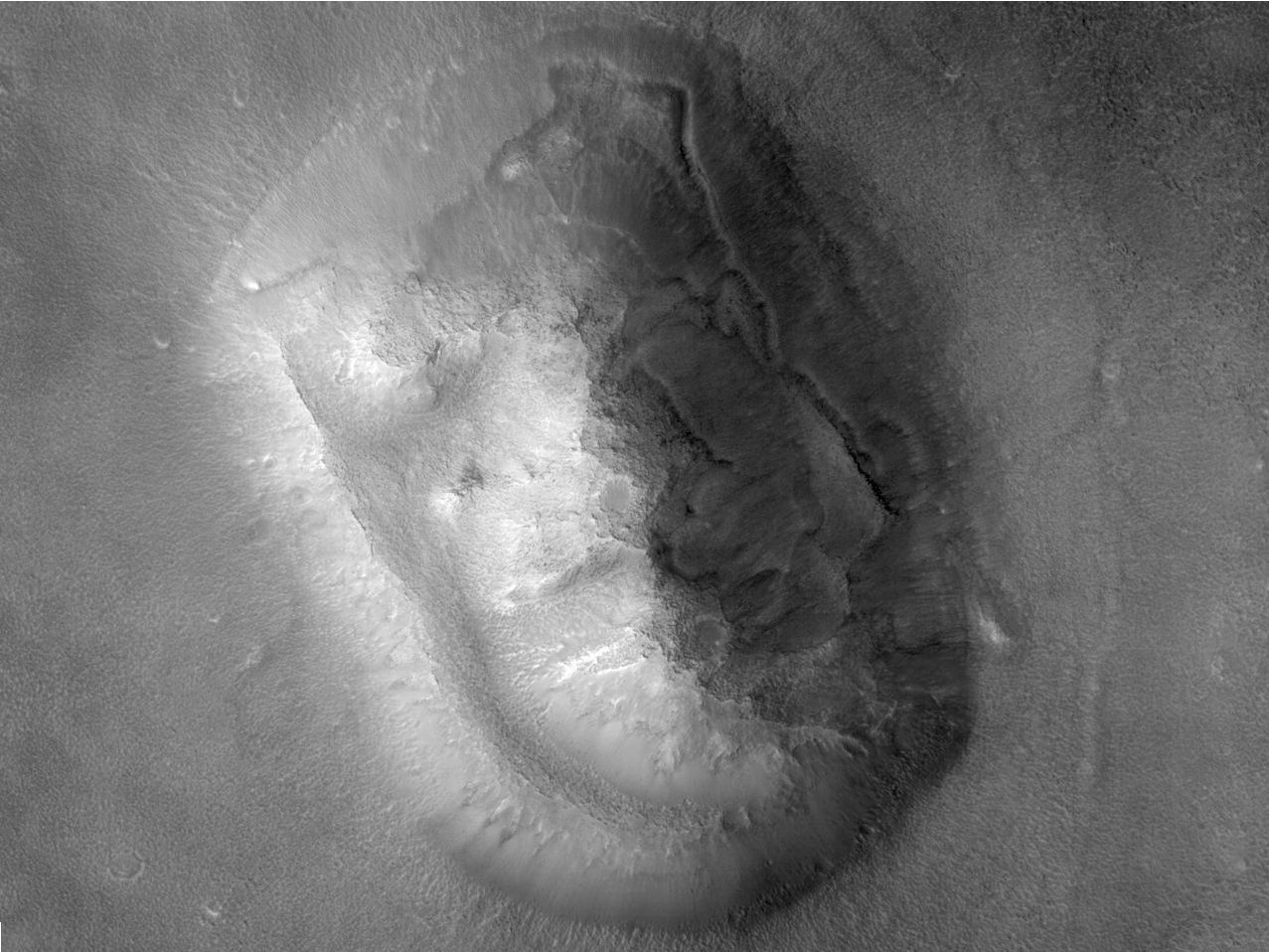
Изображение знаменитого «Лица на марсе»,  заснятое камерой HiRISE, 11 апреля 2007 года)
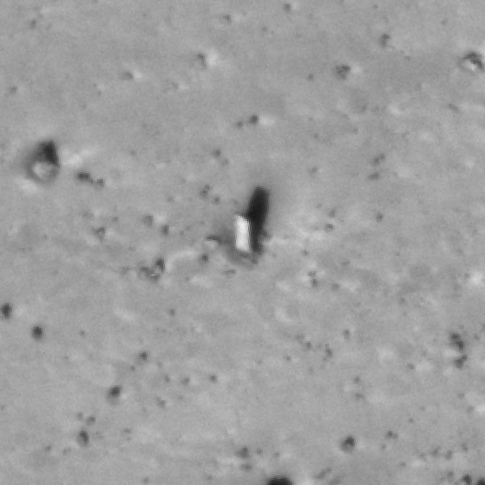
«Марсианский монолит» — валун прямоугольной формы (MRO, 24 июля 2008 года) (7°13′52″ ю. ш. 267°21′00″ в. д. / 7,231° ю. ш. 267,350° в. д.G).

## 2008 — спускаемый аппарат «Феникс»
Спускаемый аппарат «Феникс»: Последняя связь с Землёй — 2 ноября 2008 года.
- Бэби Бой
- Бёрн Эливе
- Бёрн Эливе 3
- Додо
- Голдилокс
- Лоуер Капбод
- Мама Бир
- Неверлэнд
- Папа Бир
- Роси Ред 2
- Роси Ред 3
- Ранэвэй
- Белый снег
- Стон Соуп
- Уппер Капбод

## 2012 — марсоход «Кьюриосити» («Марсианская научная лаборатория»)
Марсоход «Кьюриосити» — исправно функционирует на Марсе с 6 августа 2012 года.
- Батерст-Инлет
- Коронация (первая мишень лазерного спектрометра ChemCam)
- Крест
- Крестаурум
- Эквир-1
- Эт-Зен
- Гиллеспи
- Гиллеспи лейк
- Голберн
- Хотта
- Джейк Матиевич (изучен спектрометрами APSX и ChemCam)
- Джон Кляйн-A/B/C
- Кнорр[1]
- Линк
- Пойнт Лейк
- Портейдж[2]
- Рокнест
- Рокнест 3[3]
- Рапитан
- Сайюни
- Селвин
- Шалёр[4][5]
- Шипбед
- Змеиная река[6]
- Саттон Инлаер
- Тинтина[1][7]
- Безымянный-01
- Вернеке[1]
- Йеллоунайф Бэй

Пески «Рокнест» — первое место использования совка для забора марсианского грунта

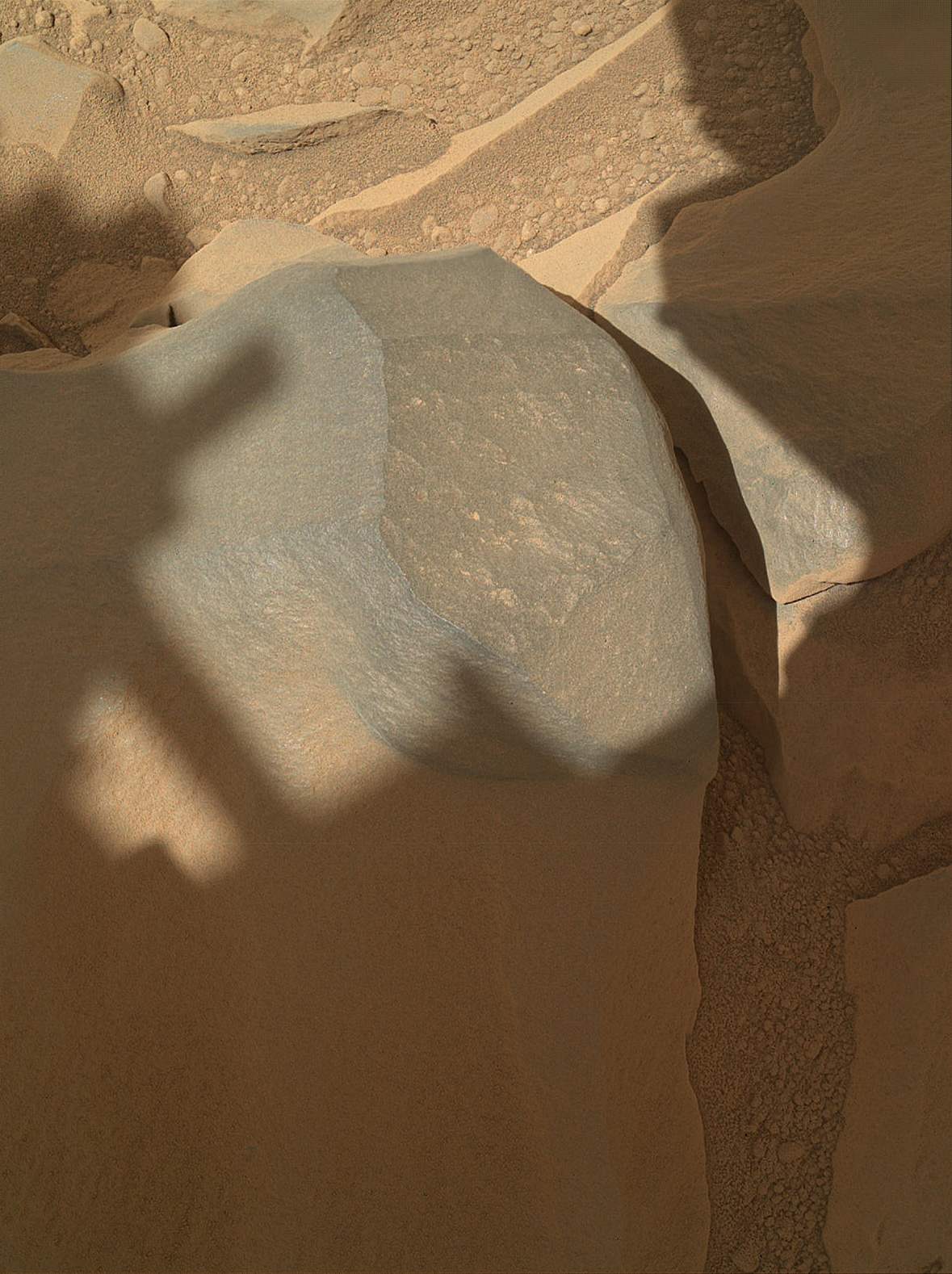
Камень «Батерст Инлет» на Марсе, запечатлённый камерой MAHLI, находящейся на борту марсохода «Кьюриосити» (30 сентября 2012).
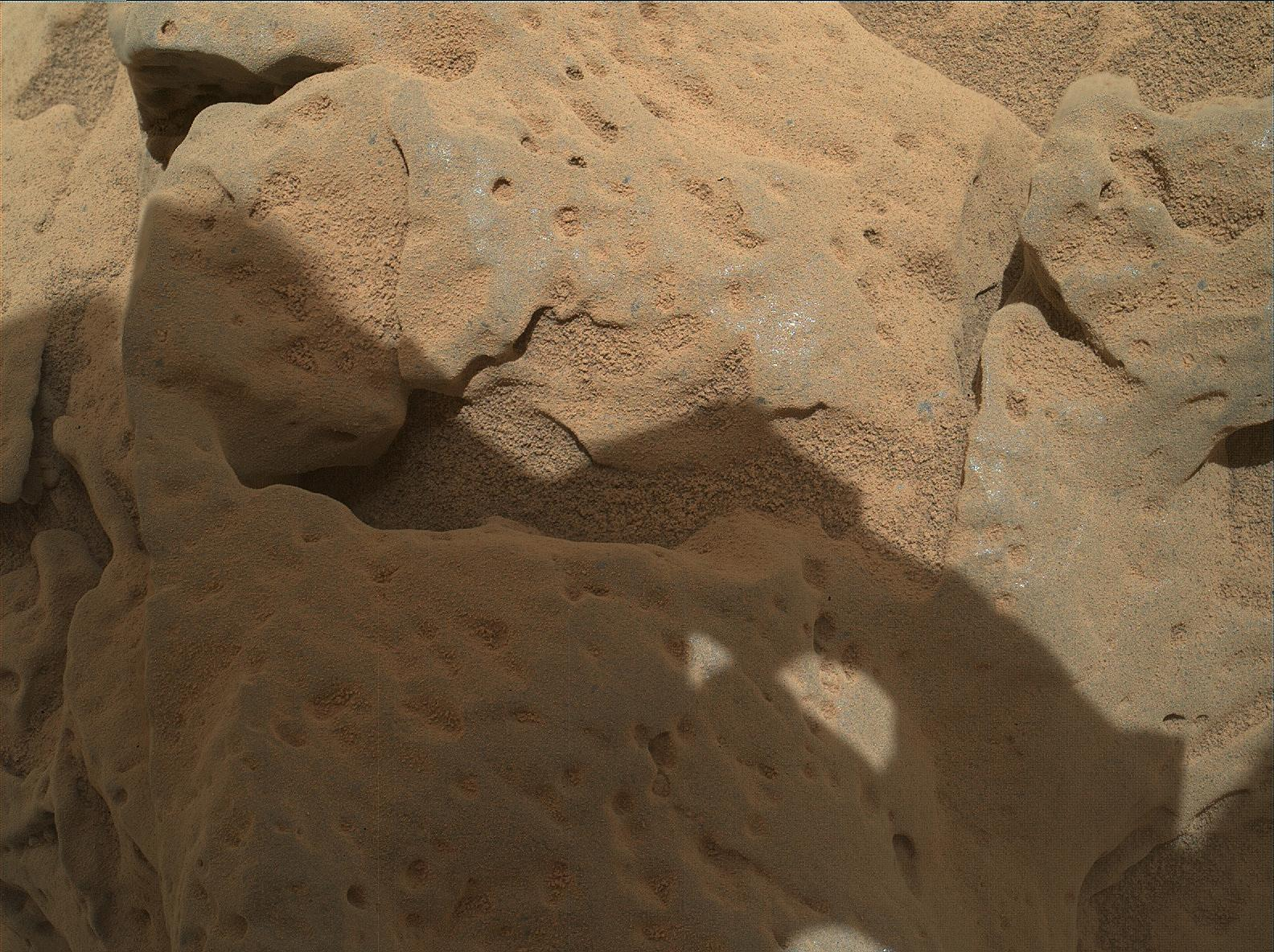
Камень «Беруош» на Марсе, запечатлённый камерой MAHLI, находящейся на борту марсохода «Кьюриосити» (29 октября 2012).
Горсть песка «Крестаурум» на Марсе — до и после «выстрела» лазерного спектрометра ChamCam, находящегося на борту марсохода «Кьюриосити» (20 октября 2012).
Камень «Эквир-1» на Марсе — до и после очистки щёткой, находящейся на борту марсохода «Кьюриосити» (6 января 2013).
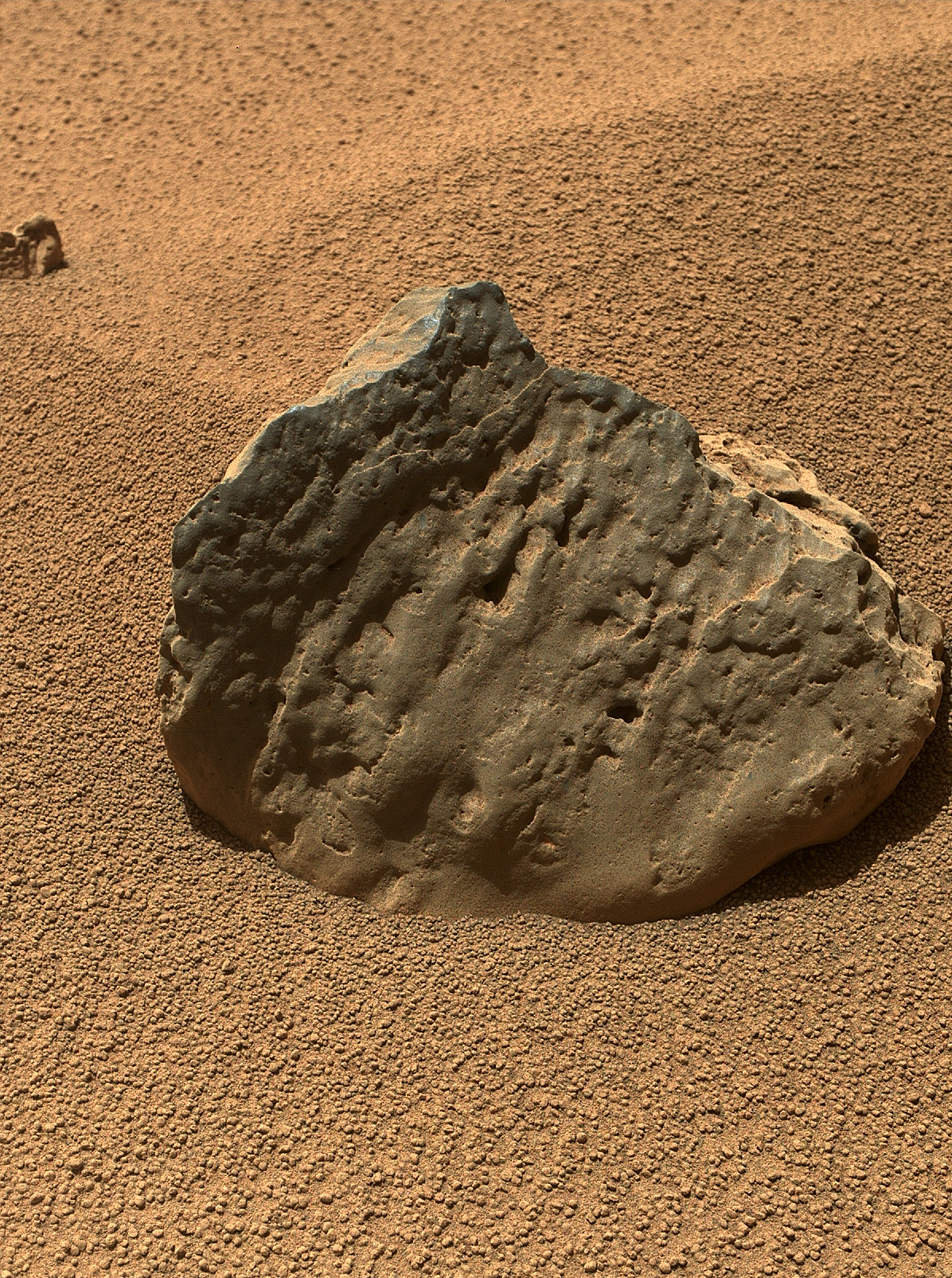
Камень «Эт-Зен» на Марсе, запечатлённый камерой MAHLI, находящейся на борту марсохода «Кьюриосити» (29 октября 2012).
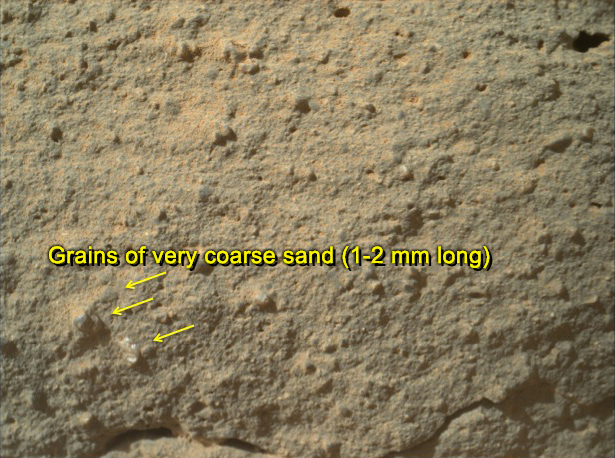
Участок камня «Гиллеспи лейк» на Марсе, запечатлённый камерой MAHLI, находящейся на борту марсохода «Кьюриосити» (19 декабря 2012).
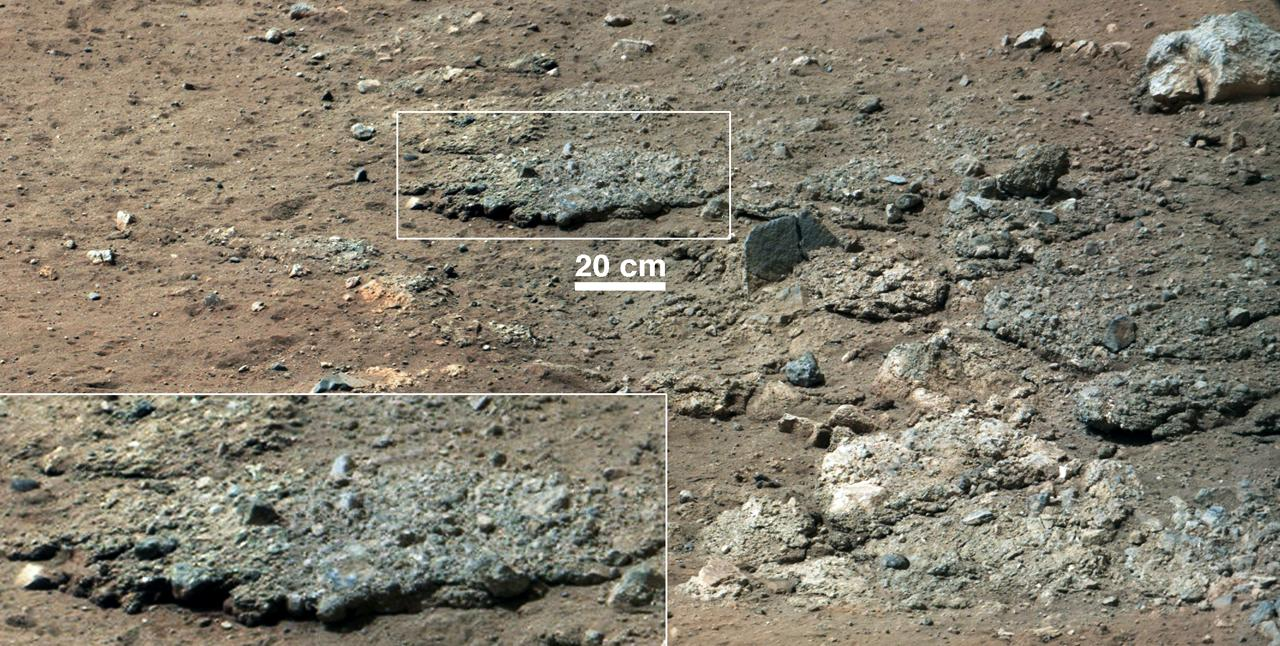
Горное обнажение «Голберн» — древнее русло реки, изученное марсоходом «Кьюриосити» (17 августа 2012).
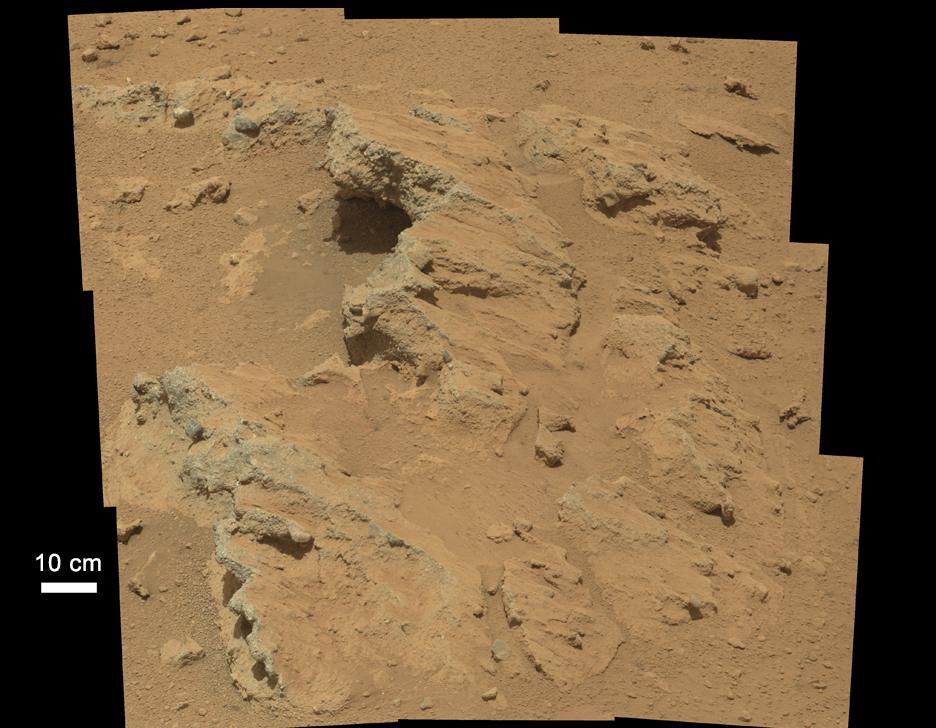
Горное обнажение «Хотта» на Марсе — древнее русло реки, изученное марсоходом «Кьюриосити» (14 сентября 2012).
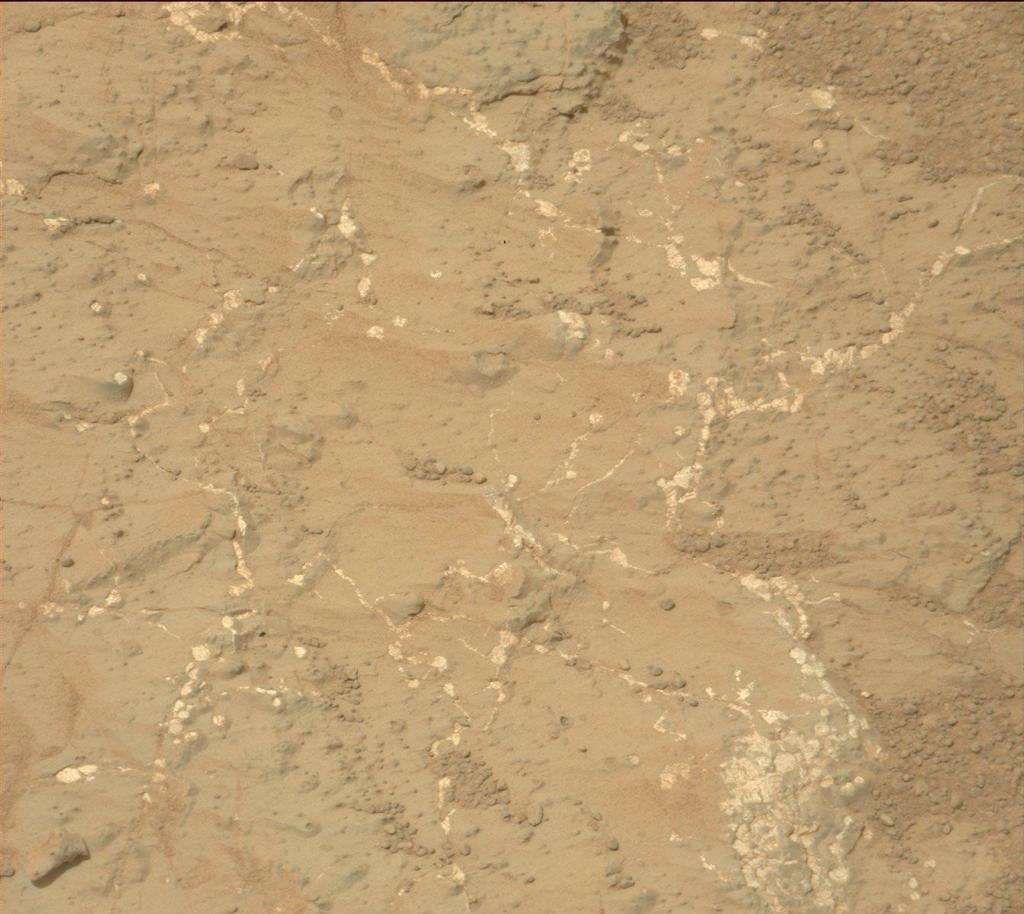
Осадочные породы «Кнорр» на Марсе, запечатлённые камерой MastCam, находящейся на борту марсохода «Кьюриосити» (20 декабря 2012).
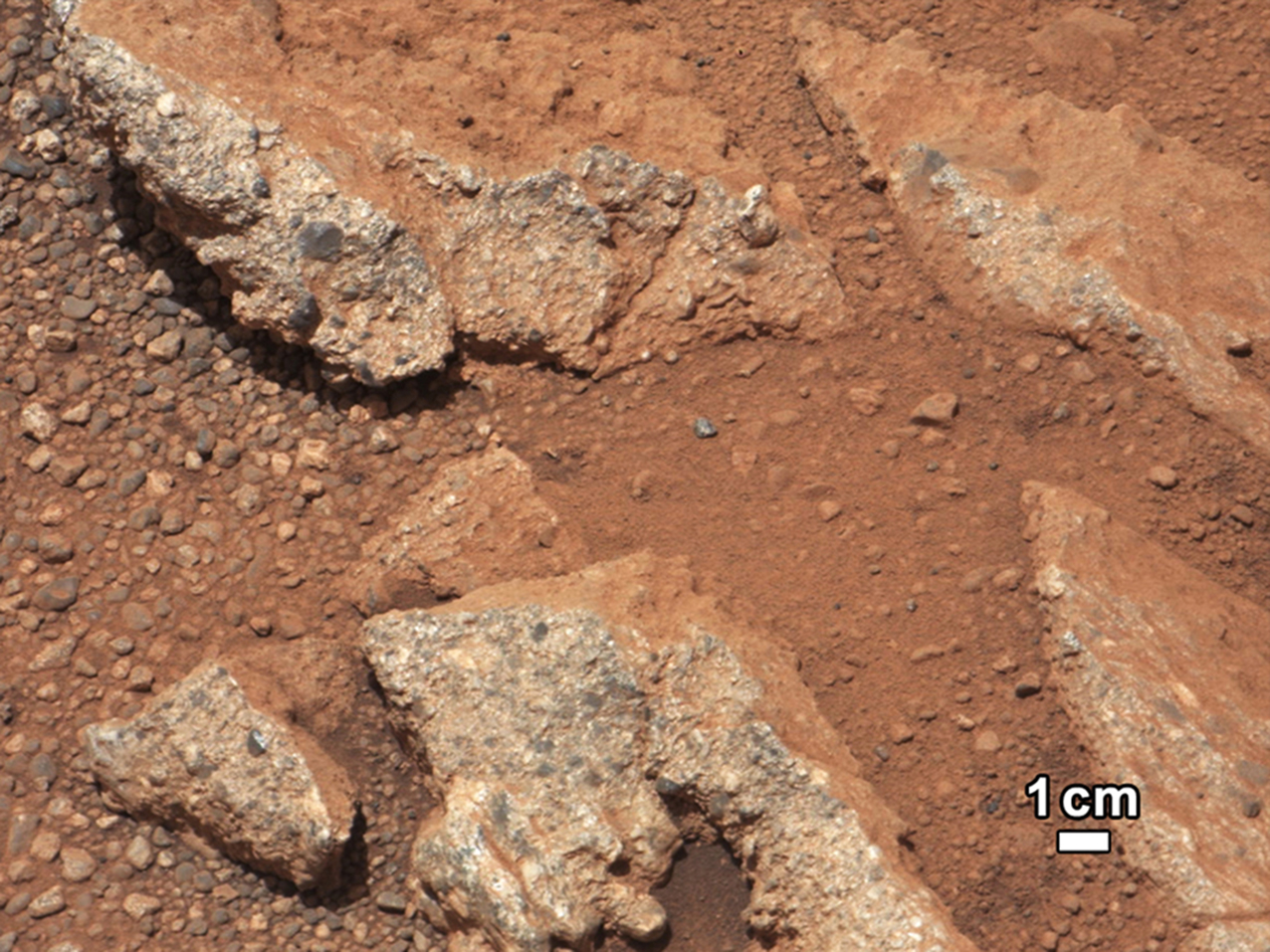
Горное обнажение «Линк» на Марсе — древнее русло реки, изученное марсоходом «Кьюриосити» (2 сентября 2012).
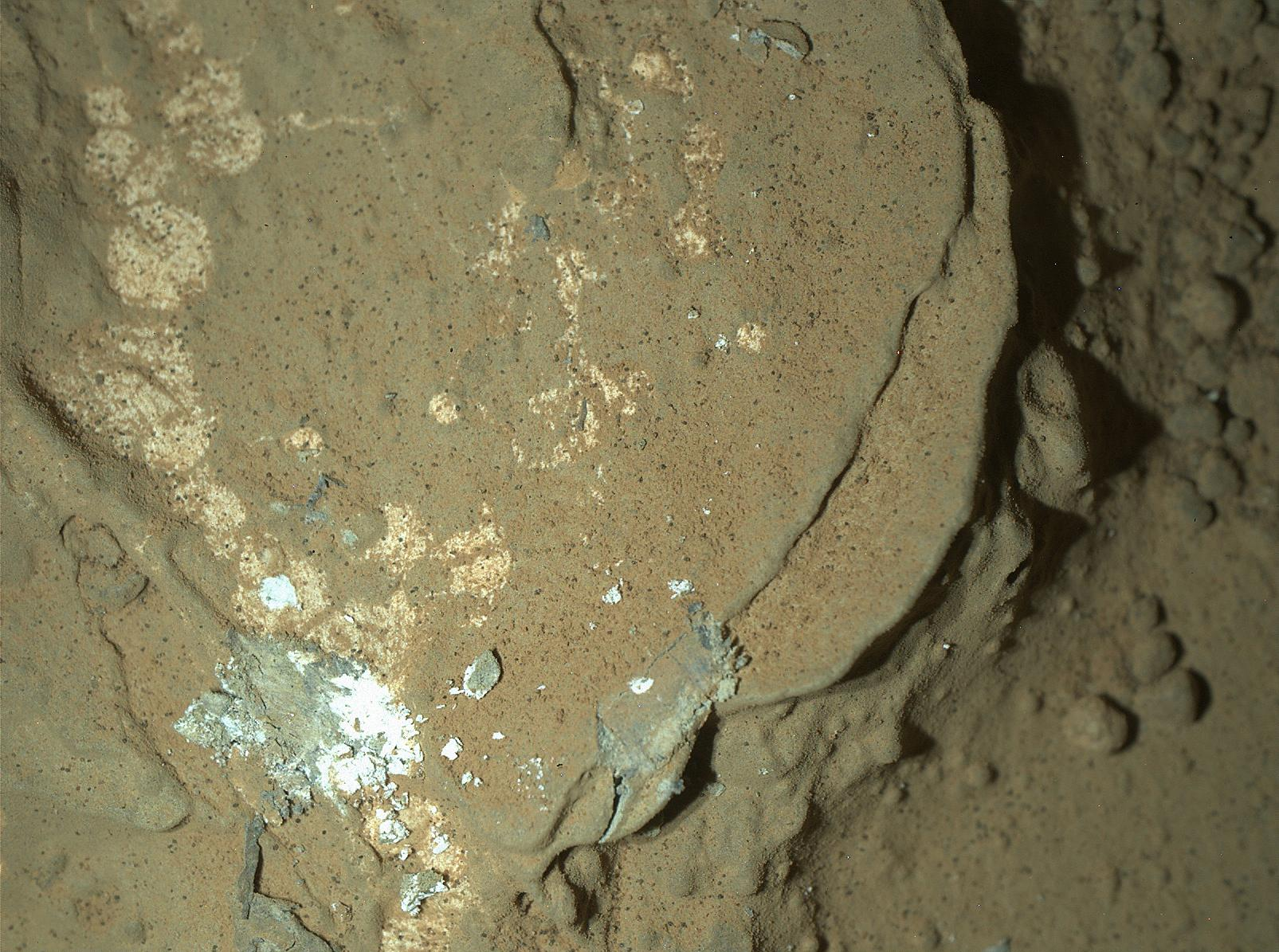
Камень «Сайюни» ночью на Марсе, запечатлённый камерой MAHLI при помощи подсветки, марсоход «Кьюриосити» (22 января 2013).
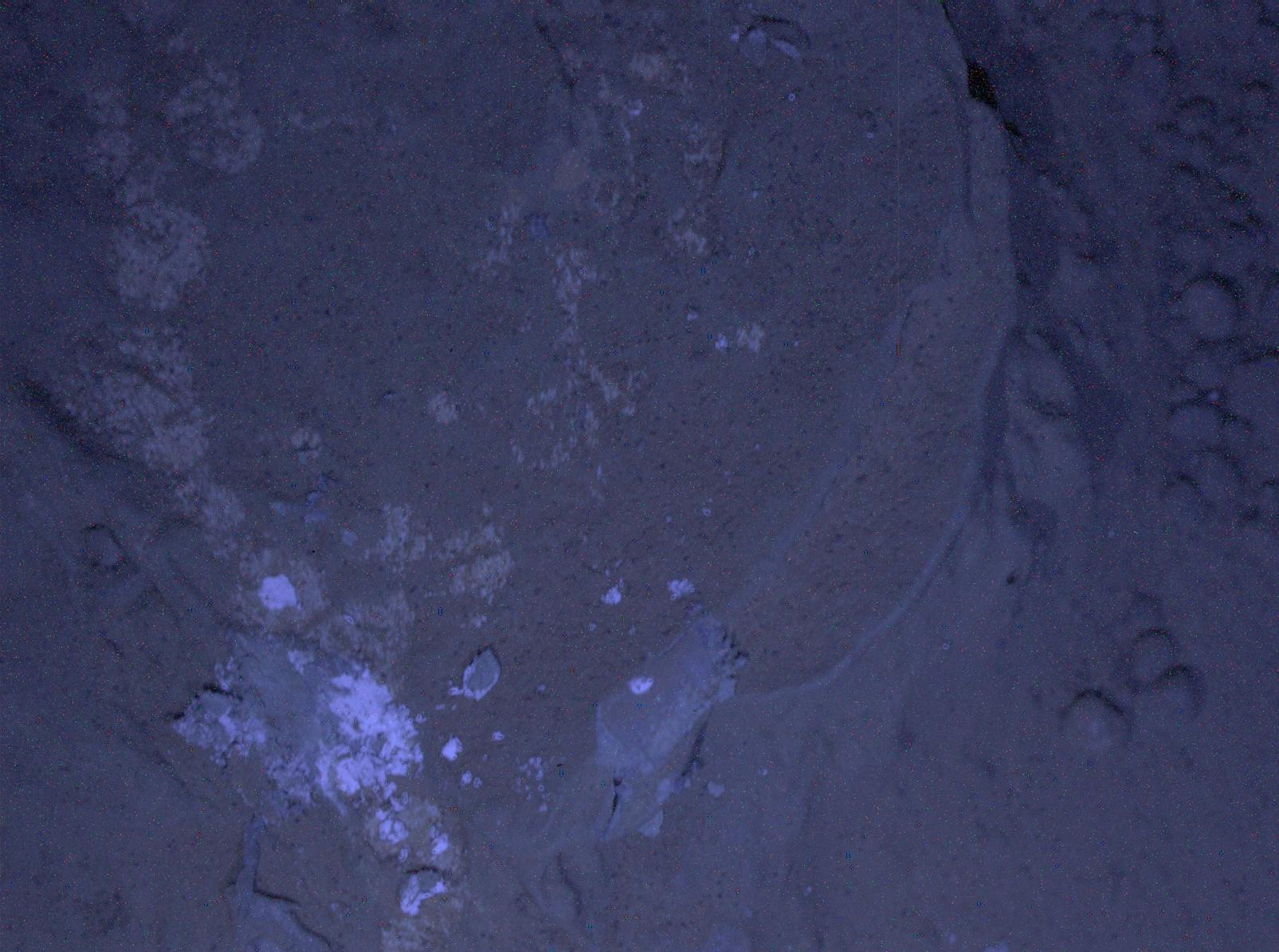
Камень «Сайюни» ночью на Марсе, запечатлённый камерой MAHLI при помощи ультрафиолетовой подсветки, марсоход «Кьюриосити» (22 января 2013).
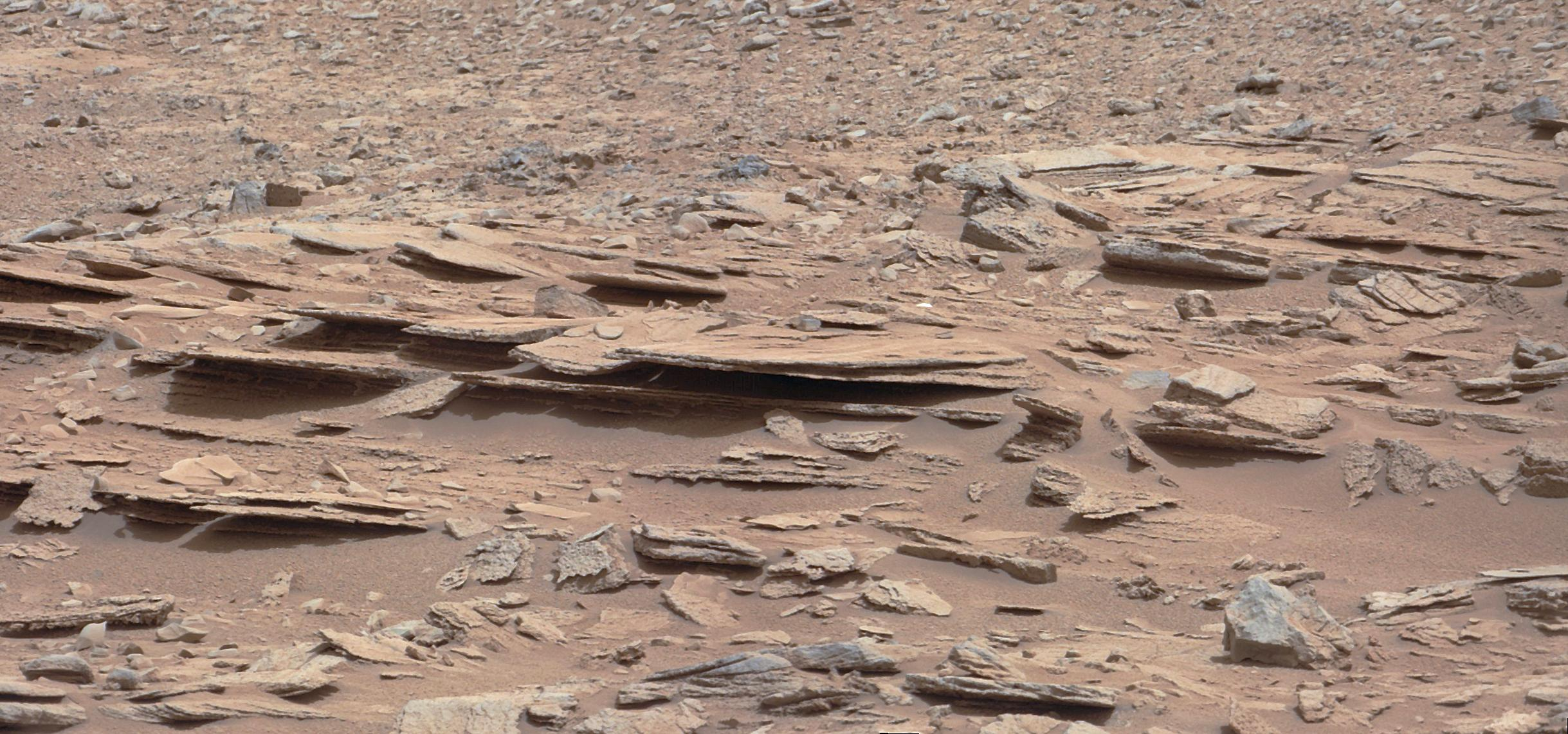
Горное обнажение «Шалёр» на Марсе, запечатлённое камерой MastCam, находящейся на борту марсохода «Кьюриосити» (7 декабря 2012).
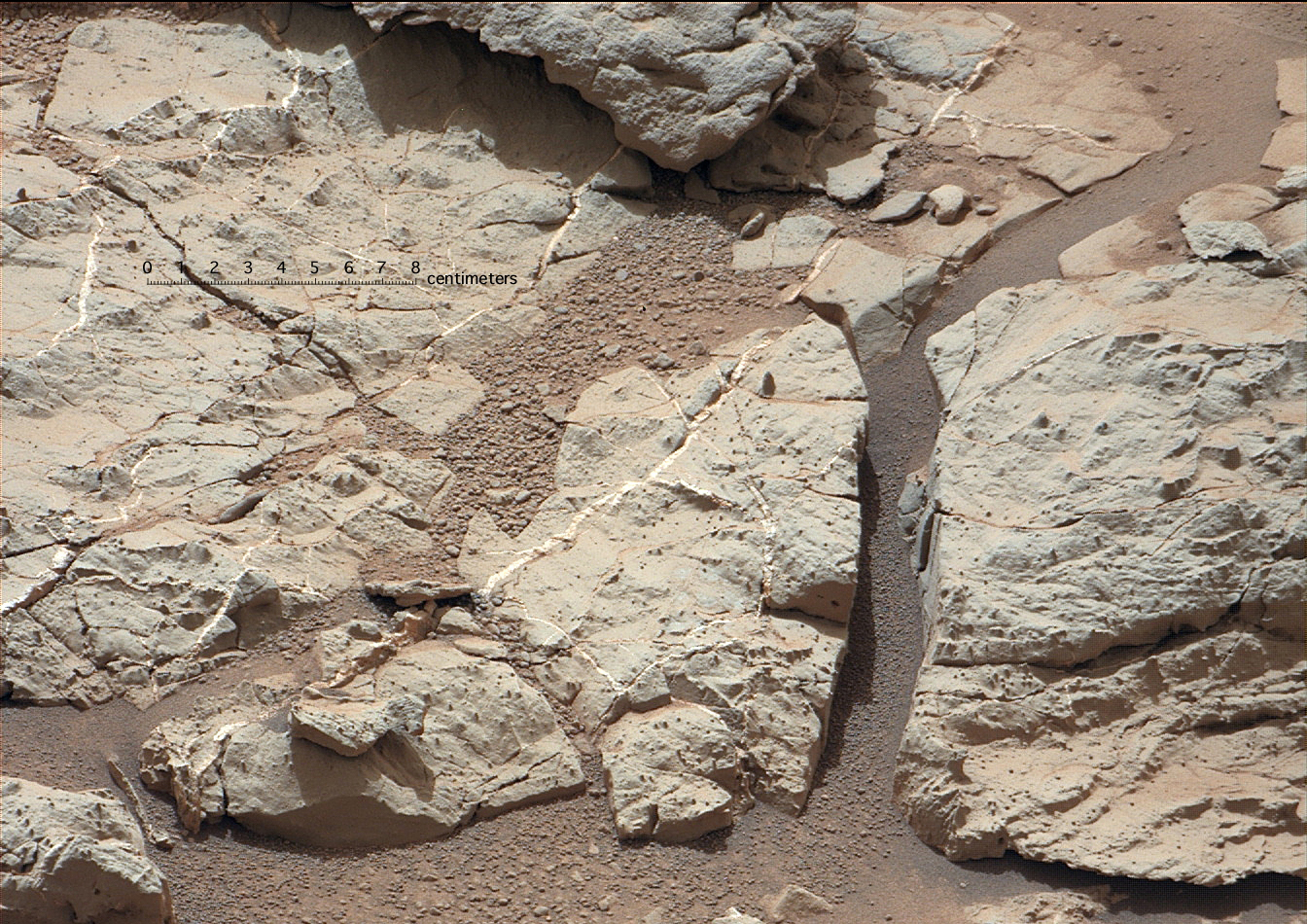
Горное обнажение «Шипбед» на Марсе, запечатлённое камерой MastCam, находящейся на борту марсохода «Кьюриосити» (13 декабря 2012).
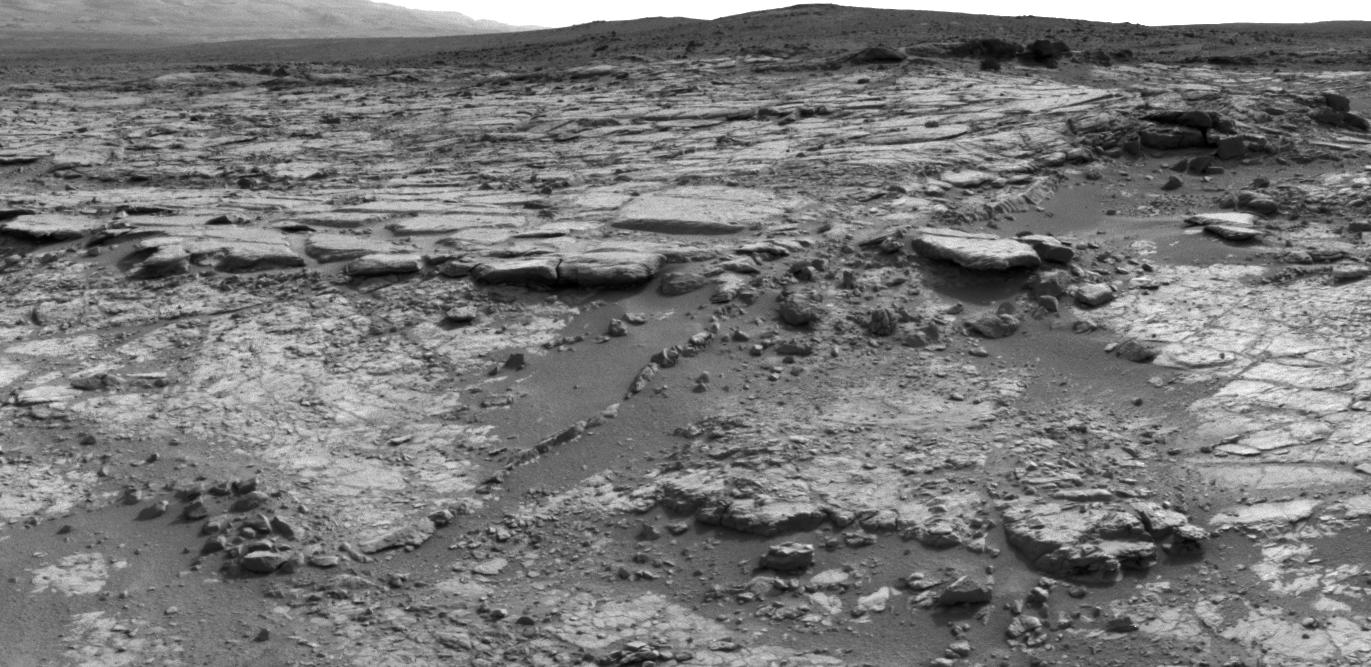
Каменные структуры «Змеиная река» на Марсе, запечатлённые марсоходом «Кьюриосити» (20 декабря 2012).
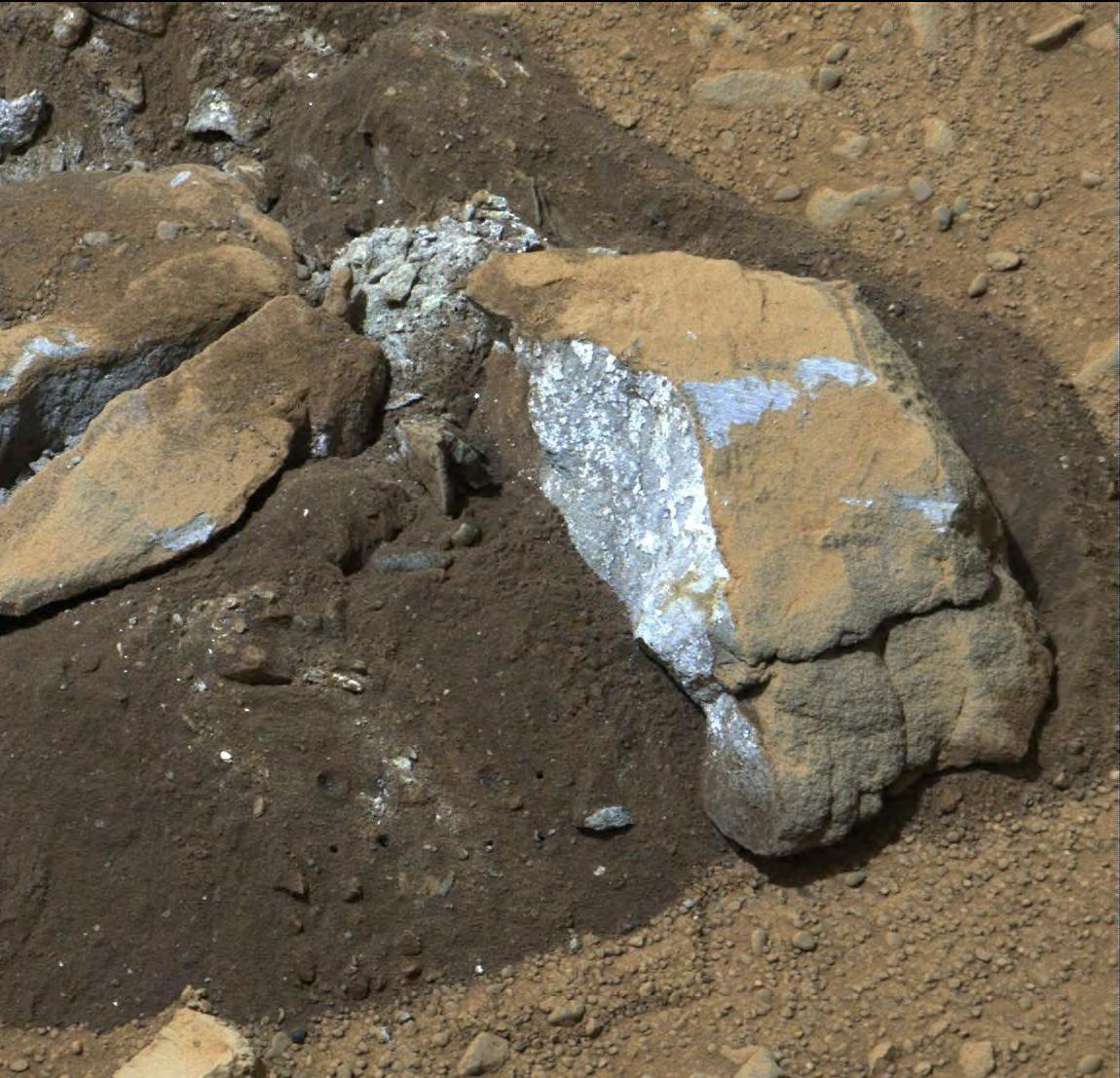
Камень «Саттон Инлаер» на Марсе — разломан колесом «Кьюриосити» (31 января 2013).
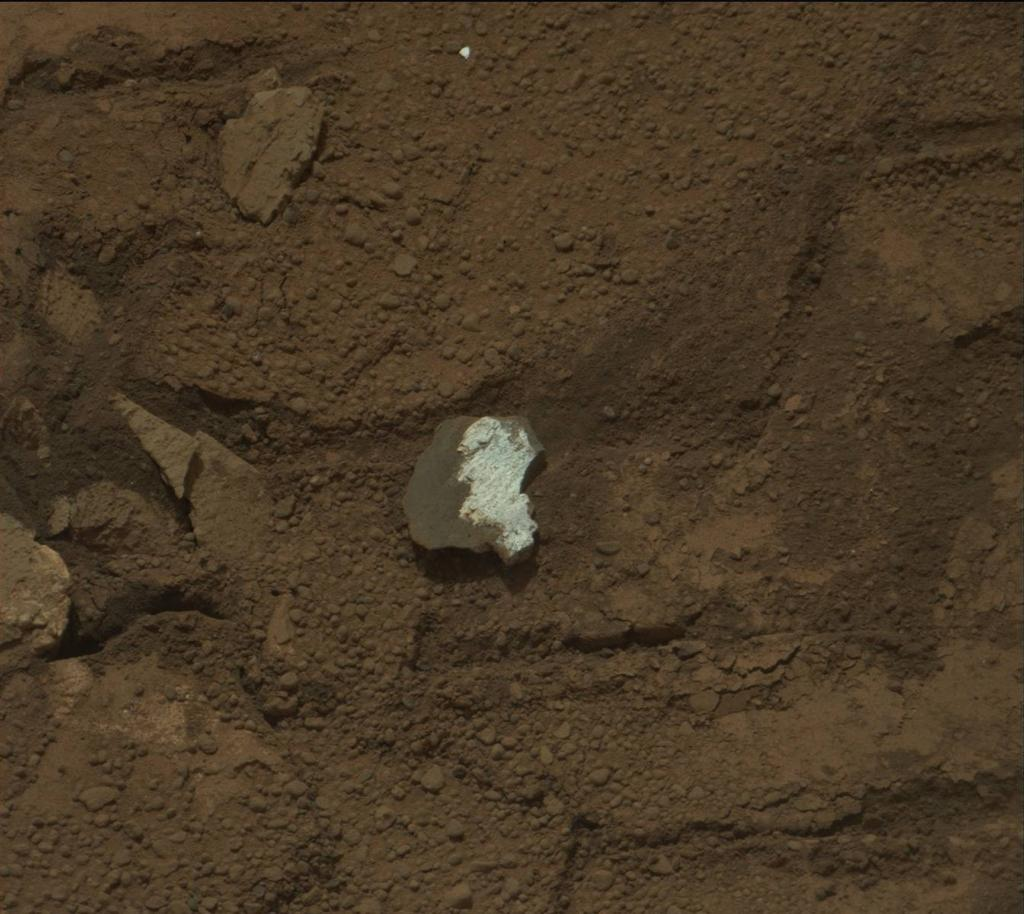
Камень «Тинтина» на Марсе — разломан колесом «Кьюриосити» (19 января 2013).
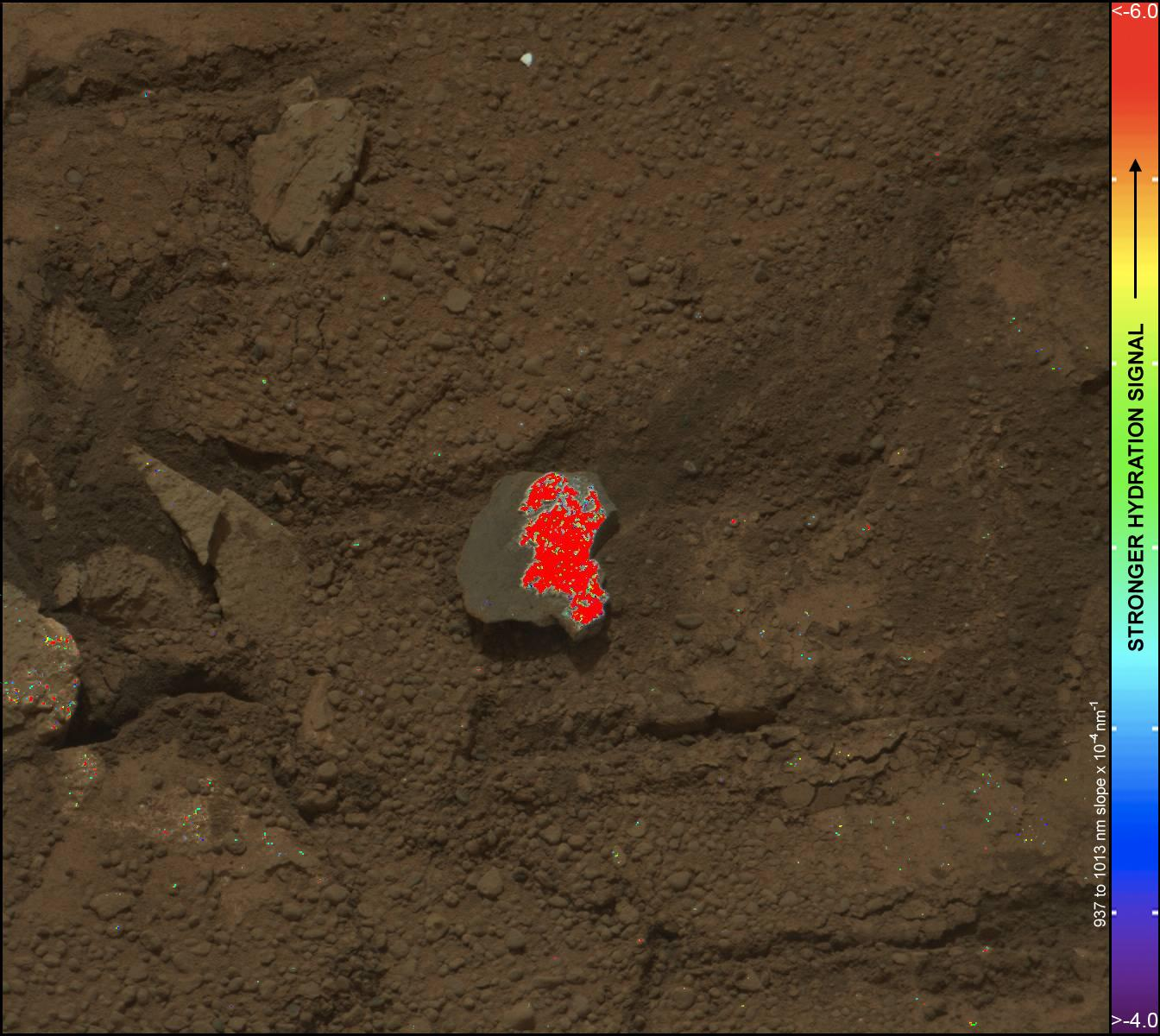
Камень «Тинтина» на Марсе — на разломанной части проводилось его изучение — камень претерпевал минеральную гидратацию (31 января 2013).
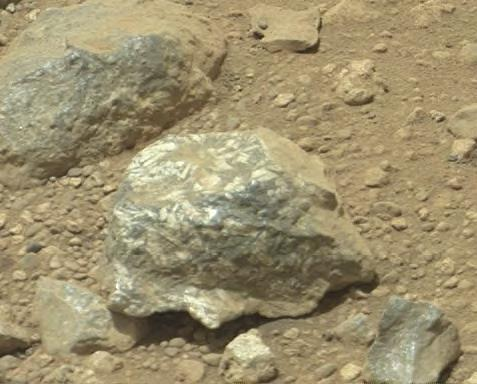
Камень «Безымянный-01» на Марсе, запечатлённый марсоходом «Кьюриосити» (2 сентября 2012).
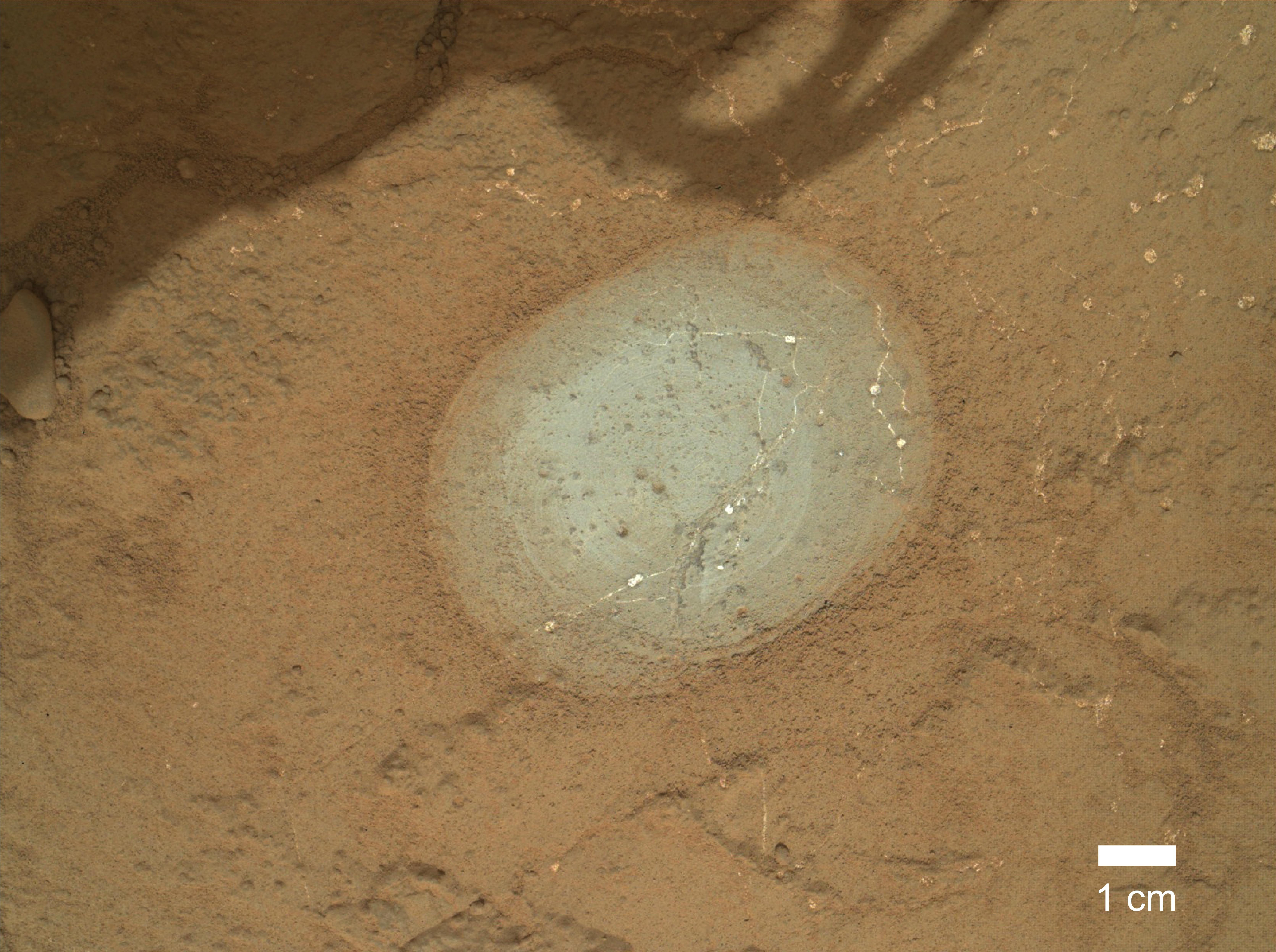
Камень «Вернеке» на Марсе, после очищения поверхности щёткой «Кьюриосити» (26 января 2013).

## 2018 — спускаемый аппарат InSight
Зонд InSight (Interior Exploration using Seismic Investigations, Geodesy and Heat Transport) — исправно функционирует на Марсе с 26 ноября 2018 года.

## 2021 — марсоход «Персеверанс» и марсолёт Ingenuity
Марсоход «Персеверанс» — исправно функционирует на Марсе (в кратере Езеро) с 18 февраля 2021 года.

Марсолёт Ingenuity — исправно функционирует, совершил первый полёт на Марсе 19 апреля 2021 года (См. также список полётов).
- Гряда «Артуби» (область)
- Неровное растрескавшееся дно кратера (область)
- Первый керн (Рубион)
- Инзельберг «Кодьяк»
- Образец «Фу»
- «Интригующие камни» (навахо Lhikan, Hadahastsaa и др. образцы)
- Образец «Маас»
- Образец «Ёжик» (англ. Hedgehog)
- Группа Paver Rocks (букв. «камни для замощения»)

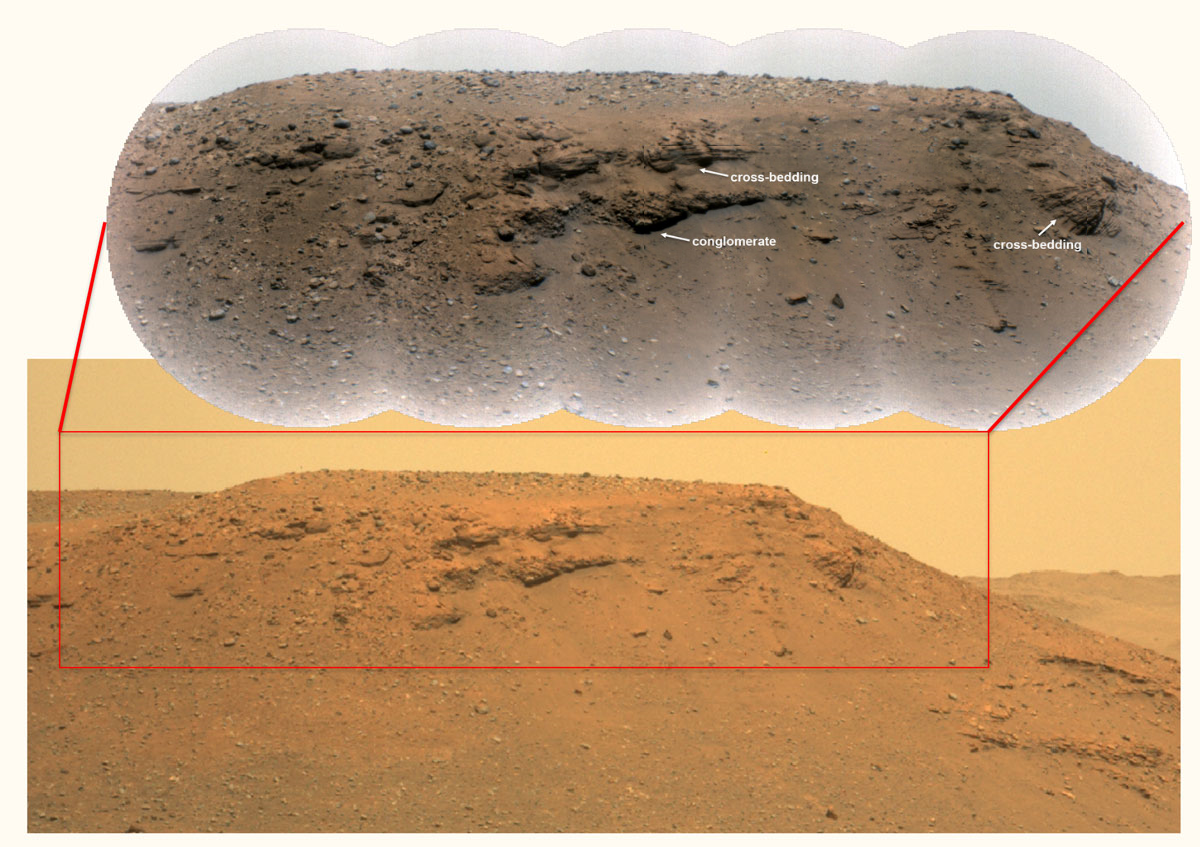
17.03.2021. Стратификация наслоений на «уступе D» дельты (под «Delta Scarp» имеется в виду «Scarp D»))

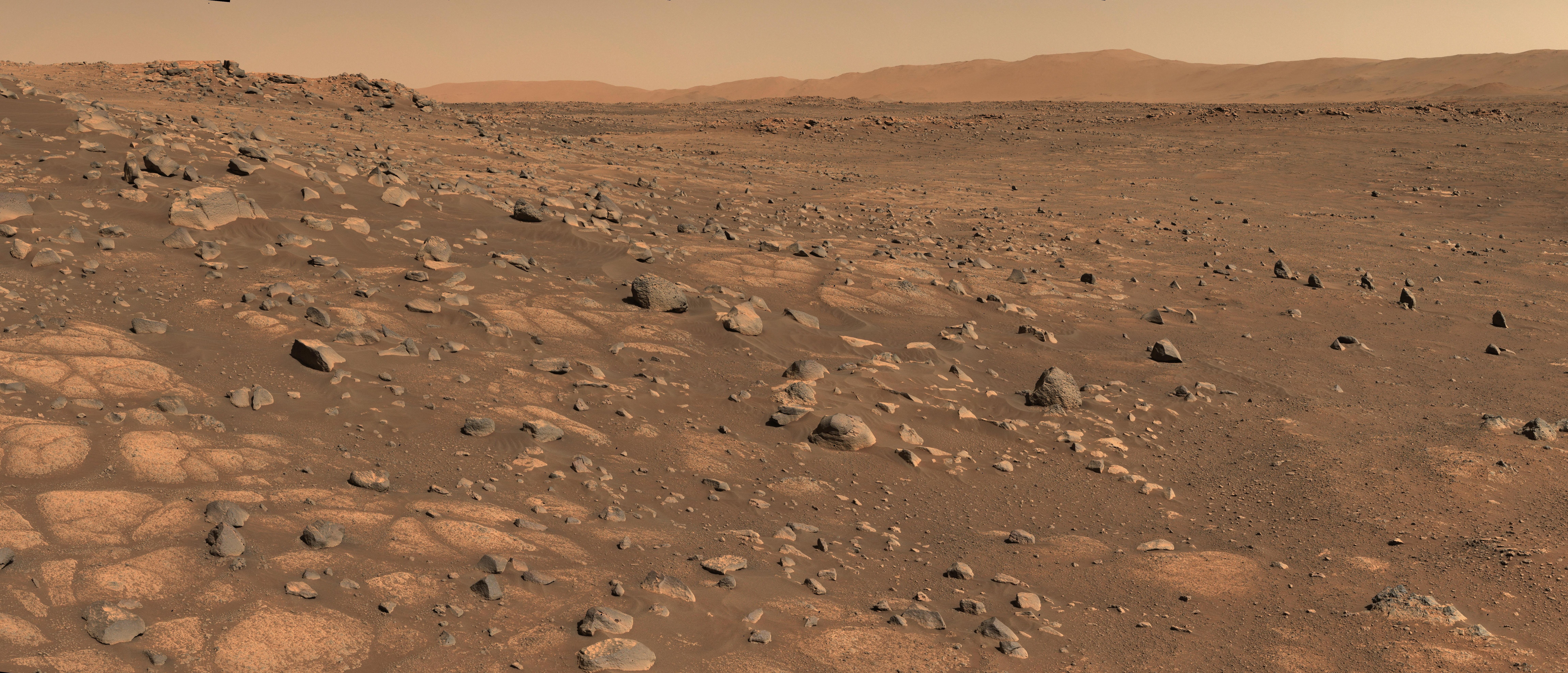
08.07.2021. «Неровное дно кратера с трещинами»

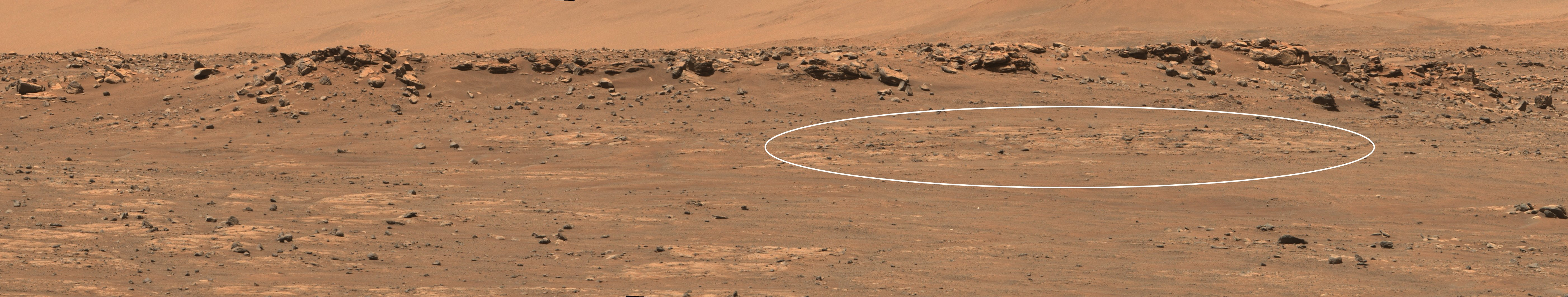
15.07.2021 «Неровное дно кратера с трещинами», и Paver Rocks (букв. «тёсаные камни для замощения дорог»)

28.07.2021. Панорама места взятия первой пробы (кадр после цветообработки)

- Образец, подвергшийся эрозии
- Образец «Йихго»
- Образец «Рошетт»

## 2021 — марсоход «Чжужун»
Марсоход «Чжужун» — исправно функционирует на Марсе (на равнине Утопия) с 14 мая 2021 года.